# Akadiański francuski

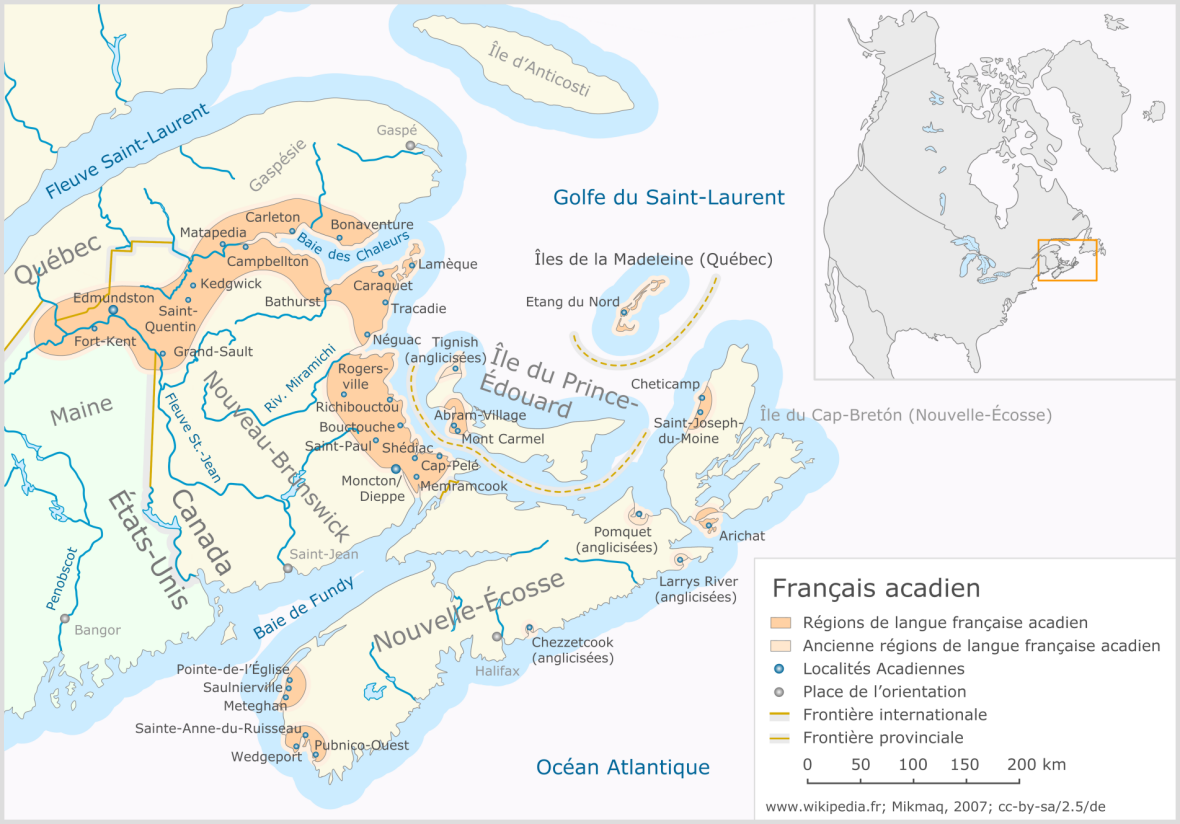
Akadiański francuski. Kolorem ciemniejszym oznaczono obszary, na których mieszkają jego użytkownicy, natomiast jaśniejszym obszary historycznie akadiańskie, na których dzisiaj używany jest już głównie język angielski

Akadiański francuski (fr. français acadien) – odmiana języka francuskiego używana w prowincjach atlantyckich Kanady.

## Użycie
Akadiańska odmiana francuskiego znacznie różni się od standardowego francuskiego kanadyjskiego (czyli quebeckiego francuskiego). Jest ona używana głównie w Nowym Brunszwiku (francuski jest tam równorzędnym językiem urzędowym razem z angielskim) oraz mniejszościowo w Nowej Szkocji (na południu oraz na Cape Breton) i na Wyspie Księcia Edwarda. Jest to też główna odmiana francuskiego używana na quebeckich Wyspach Magdaleny, wypiera także odmianę nowofundlandzką francuskiego na Nowej Fundlandii.

## Historia
Akadiański jest używany głównie przez Akadian, czyli potomków francuskich osadników osiedlających się we francuskiej kolonii Akadii. Akadianie wywodzili się z osadników przybyłych głównie z zachodniej Francji, w tym z Saintonge, Dolnej Bretanii, Turenii czy Poitou. Po pokoju w Utrechcie z 1713 roku zamieszkujący głównie dzisiejszą Nową Szkocję frankofoni zostali deportowani i rozsiedleni wzdłuż całego wschodniego wybrzeża Ameryki Północnej, część wywieziono też do Francji. Później pozwolono im wrócić, jednak ich dawne ziemie były już zamieszkane przez kolonistów szkockich, dlatego też osiedlali się głównie bardziej na północ, na terenie dzisiejszego Nowego Brunszwiku, gdzie mieszka dziś ok. 88% Akadian.

## Fonetyka

### „r” roulé
- „r” we wszystkich pozycjach wymawiane jest jako tzw. r roulé, czyli [r] (ten sam dźwięk, którego używa się w języku polskim). I tak na przykład rouge i croire wymawia się [ruʒ] i [krwar].

### Palatalizacja„k” i „g”
- [k] i [tj] wymawia się najczęściej jako [ʧ] przed samogłoską. Dla przykładu queue, cuillère, quelqu'un i cul wymawia się [ʧø], [ʧɥiˈjɛr], [ʧɛkœ̃] i [tchyl]. Tiens wymawia się [ʧɛ̃].

- [g] i [dj] wymawia się najczęściej jako [ʤ] (czasem jako [ʒ]) przed samogłoską. Na przykład, bon dieu i gueule wymawia się [bɔ̃ˈʤø] i [ʤœl] lub [bɔ̃ˈʒø] i [ʒœl]. Ta cecha wyjaśnia utworzenie się słowa „Cajun” jako pochodnego od „Acadien”.

### Inwersja „re”
W wielu słowach „re” zmienia się (w wymowie, nie w pisowni) w „er”. Np. :
- breloque czyta się [bɛrˈlɔk], brouette – [bɛrˈwɛt], fredaine – [fɛrˈdɛn].

### Inne cechy
- Ciąg dźwięków [ɛʁ], w przypadku, gdy po nim znajduje się inna spółgłoska, często wymawiany jest jako [ar] lub [ɑr]. Na przykład: merde wymawia się [mɑrd], a perdre – [pardr]. Często również mer wymawia się jako [mar].

- „r” w końcówkach „bre” jest najczęściej usuwane. Np.: libre, arbre, timbre wymawia się kolejno: [lib], [arb], [tɛ̃b].

- „oui” wymawia się często [we]. Czasami można również usłyszeć [wa].

- Wiele słów, w których we francuskim standardowym występuje [ɔ] lub [o], wymawawia się przez [u], np.: homme, comme i chose wymawia się kolejno [ʔum], [ʧum] i [ʃuz].

- W niektórych regionach [ɛ̃] jest zdenazalizowane i wymawia się [ɔn]. Np.: chien, bien i acadien wymawia się (w tych regionach) jako [ʃjɔn], [bjɔn] i [akaˈʤɔn] (lub [akaˈʒɔn]).

### Dialekt z St. Marys Bay
Bardzo charakterystyczna jest wymowa w dialekcie z okolic zatoki St. Marys Bay (acadien de la baie Sainte-Marie), na południu Nowej Szkocji.
- „r” przed spółgłoską wymawia się [ɻ] lub [ɾ]
- [ɛ] ze standardowego francuskiego wymawia się [ɑ]
- [ɛ̃] ze standardowego francuskiego wymawia się [ʌn]
- [ʒ] ze standardowego francuskiego wymawia się [h]
- [ʃʲ] ze standardowego francuskiego wymawia się [xʲ]